# Mohammed Hasan Alwan

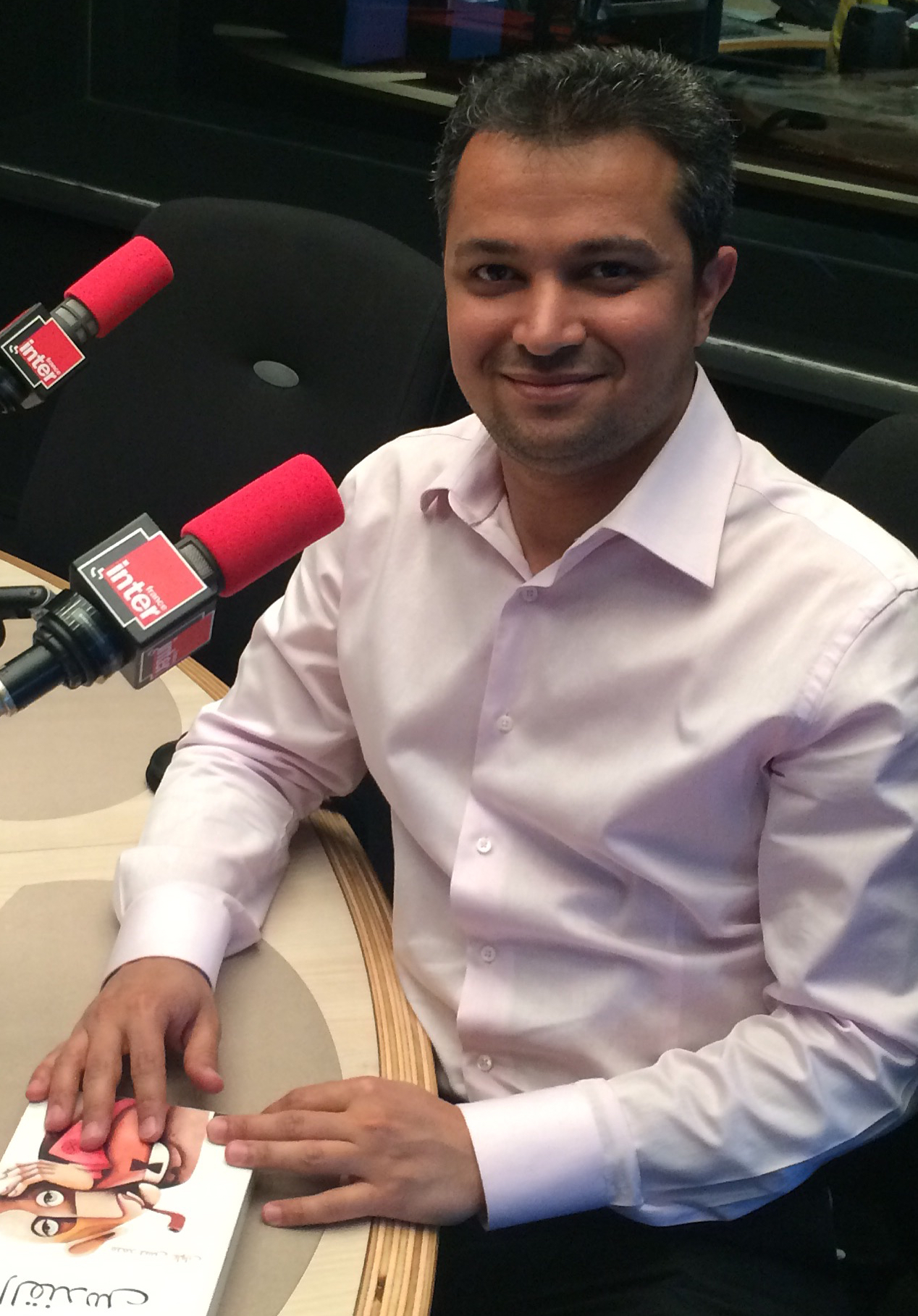
Mohammed Hasan Alwan

Mohammed Hasan Alwan (arabiska: محمد حسن علوان), född i Riyadh den 27 augusti 1979, är en saudisk författare. Han har en mastersexamen i affärsadministration från University of Portland (2008) och en fil kand i datainformationssystem från Kung Sauds universitet i Riyadh (2002).
Alwan har gett ut tre romaner och en novellsamling. Hans andra roman, Sofia, är en kärlekshistoria om den unge saudiern Mouataz som via internet träffar den unga libanesiska kristna kvinnan Sofia, som är döende i cancer. 
Alwan var en av de 39 arabiska författare under 40 år som valdes ut till antologin Beirut 39, huvudprojektet när Beirut var Unescos bokhuvudstad 2009.